# Уигер, Маккензи
Маккензи Уигер (англ. MacKenzie Weegar; род. 7 января 1994, Оттава) — канадский хоккеист, защитник клуба «Калгари Флэймз» и сборной Канады. Чемпион мира 2023 года.

## Карьера

### Клубная
На драфте НХЛ 2013 года был выбран в 7-м раунде под общим 206-м номером клубом «Флорида Пантерз». Он продолжил свою карьеру в клубе «Галифакс Мусхедз», а затем играл за три команды Американской хоккейной лиги. Дебютировал в НХЛ 3 апреля 2017 года в матче с «Монреалем», который «пантеры» проиграли со счётом 4:1.
3 августа 2017 года продлил контракт с «Флоридой» на один год. 20 октября 2017 года в матче с «Питтсбургом» забросил свою первую шайбу в НХЛ, но «Пингвинз» выиграли матч со счётом 4:3 в овертайме.
25 июля 2018 года продлил контракт с «Пантерами» на один год.
25 июля 2019 года вновь подписал новый контракт с клубом сроком на один год.
6 ноября 2020 года подписал с «Флоридой» новый трёхлетний контракт.
25 июля 2022 года вошёл в сделку по обмену игроками в «Калгари Флэймз».

### Международная
В составе сборной Канады играл на ЧМ-2023, где стал чемпионом мира, заработав 11 очков и стал лучшим бомбардиром команды, войдя в сборную всех звёзд и был назван лучшим защитником турнира.

## Статистика
| Легенда | Легенда                    | Легенда | Легенда                   | Легенда | Легенда    |
| ------- | -------------------------- | ------- | ------------------------- | ------- | ---------- |
| И       | Количество проведённых игр | Штр     | Штрафное время            | +/−     | Плюс-минус |
| Г       | Голы                       | П       | Голевые передачи          | О       | Очки       |
| -       | Статистика неизвестна      | —       | Статистика не учитывалась |         |            |